# Давидів Брід
Дави́дів Брід — село в Україні, у Великоолександрівській селищній громаді Бериславського району Херсонської області. Населення становить 1223 особи. До 2020 року адміністративний центр Давидово-Брідської сільської ради, а наприкінці XIX століття — Давидобродської волості.

## Географія
Фізична відстань до адміністративного центру селищної громади Великої Олександрівки — 8,8 км, до Києва — 379,9 км. У селі річка Давидів Яр впадає у річку Інгулець.
Сусідні населені пункти:

## Історія

### Російська імперія
Станом на 1886 рік в селі мешкало 683 особи, налічувалось 114 дворів, земська поштова станція, лавка, церковно-приходська школа, відкрита у 1885 році. За ½ версти — лавка, постоялий двір. За 15 верст — постоялий двір. За 18 верст — лікарня, цегельний завод, плотницька майстерня, черепичний завод.
Біля села знаходиться курган бронзової доби. На сільському цвинтарі похований командир кінного полку Чорноморського козацького війська армії секунд-майор Петро Прокопович Щербина-Микульський, учасник штурмів Хаджибея та Ізмаїла.

### Українська революція
Під час Української революції 1917—1921 років, Давидів Брід стає частиною Української Народної Республіки. Протягом Першої радянсько-української війни, у січні більшовики захоплюють населений пункт, але вже навесні українські та союзні війська, в ході контрнаступа, звільняють село. За результатами подальших воєнних дій, Давидів Брід перебував під радянською окупацією.

### Радянський період
Під час організованого радянською владою Голодомору 1932—1933 років померло щонайменше 114 жителів села.
Під час Другої світової війни село опиняється під німецькою окупацією, але у 1944 році село звільнено радянськими військами.
У 1944 році Давидів Брід стає частиною новоутвореної Херсонської області у складі Великоолександрівського району.

### У Незалежній Україні
12 червня 2020 року, вдповідно до розпорядження Кабінету Міністрів України № 726-р «Про визначення адміністративних центрів та затвердження територій територіальних громад Херсонської області», Давидово-Брідська сільська рада об'єднана з Великоолександрівською селищною громадою.
19 липня 2020 року, в результаті адміністративно-територіальної реформи та ліквідації Великоолександрівського району, Давидів Брід увійшов до складу Бериславського району.

### Російське вторгнення в Україну (з 2022)
Під час російського вторгнення, у ніч з 12 на 13 березня 2022 року село опинилося під окупацією російських військ. 
17 травня окупанти обстріляли колону цивільних автомобілів поблизу села, в результаті обстрілу загинуло щонайменше три людини.
31 травня було підтверджено визволення села українськими військовими. 
17 червня село знову окуповане росіянами.
4 жовтня 2022 року силами 35-ї окремої бригади морської піхоти ЗСУ остаточно звільнено село від російських загарбників у ході херсонського контрнаступу.
Серед всього, російські військові повністю знищили місцеву амбулаторію. У 2024-му розпочалося будівництво нового медзакладу.

## Населення
За даними перепису населення 2001 року у селі проживали 1223 особи.
Рідною мовою назвали:
| Мова       | Кількість осіб | Відсоток |
| ---------- | -------------- | -------- |
| українська | 1177           | 96,24 %  |
| російська  | 40             | 3,27 %   |
| молдовська | 2              | 0,16 %   |
| білоруська | 1              | 0,08 %   |
| угорська   | 1              | 0,08 %   |
| інші       | 2              | 0,17 %   |

## Політика
На виборах у селі Давидів Брід працює окрема виборча дільниця, розташована в приміщенні будинку культури. Результати виборів:
- Парламентські вибори 2002: зареєстровано 1057 виборців, явка 78,52 %, найбільше голосів віддано за Комуністичну партію України — 39,04 %, за Соціалістичну партію України — 16,51 %, за СДПУ (о) — 14,22 %. В одномандатному окрузі найбільше голосів отримав Тісленко Олександр Валерійович («Партія регіонів») — 35,42 %, за Фіалковського Володимира Олександровича (самовисування) — 18,31 %, за Клімова Павла Васильовича (КПУ) — 12,41 %[15].
- Вибори Президента України 2004 (третій тур): зареєстровано 985 виборців, явка 70,36 %, з них за Віктора Януковича — 47,19 %, за Віктора Ющенка — 46,90 %[16].
- Парламентські вибори 2006: зареєстровано 980 виборців, явка 77,96 %, найбільше голосів віддано за Партію регіонів — 40,31 %, за Блок Юлії Тимошенко — 19,63 %, за Соціалістичну партію України — 8,51 %[17].
- Парламентські вибори 2007: зареєстровано 968 виборців, явка 58,78 %, найбільше голосів віддано за Партію регіонів — 42,36 %, за Блок Юлії Тимошенко — 25,13 %, за Комуністичну партію України — 10,90 %[18].

| Парламентські вибори 2012, результати голосування | Парламентські вибори 2012, результати голосування | Парламентські вибори 2012, результати голосування | Парламентські вибори 2012, результати голосування | Парламентські вибори 2012, результати голосування |
| ------------------------------------------------- | ------------------------------------------------- | ------------------------------------------------- | ------------------------------------------------- | ------------------------------------------------- |
|                                                   |                                                   |                                                   |                                                   | віддано голосів                                   |
| «КПУ»                                             | «КПУ»                                             |                                                   | 146                                               | 146                                               |
| «Партія регіонів»                                 | «Партія регіонів»                                 |                                                   | 136                                               | 136                                               |
| ВО «Батьківщина»                                  | ВО «Батьківщина»                                  |                                                   | 105                                               | 105                                               |
| «УДАР»                                            | «УДАР»                                            |                                                   | 40                                                | 40                                                |
| Інші                                              | Інші                                              |                                                   | 34                                                | 34                                                |

- Вибори Президента України 2010 (перший тур): зареєстрований 954 виборці, явка 64,26 %, найбільше голосів віддано за Віктора Януковича — 43,56 %, за Юлію Тимошенко — 25,12 %, за Петра Симоненка — 14,19 %[20].
- Вибори Президента України 2010 (другий тур): зареєстровано 959 виборців, явка 65,07 %, з них за Віктора Януковича — 59,29 %, за Юлію Тимошенко — 35,74 %[21].
- Парламентські вибори 2012: зареєстровано 932 виборці, явка 49,46 %, найбільше голосів віддано за Комуністичну партію України — 31,67 %, за Партію регіонів — 29,50 % та партію Всеукраїнське об'єднання «Батьківщина» — 22,78 %[22]. В одномандатному окрузі найбільше голосів отримав Сіленков Борис Віталійович («Єдиний центр») — 31,03 %, за Дмитрука Миколу Ілліча («Партія регіонів») — 14,06 %, за Терлецького Юрія Сергійовича (Всеукраїнське об'єднання «Батьківщина») — 13,62 %[19].

## Особистість
- Бабич Данило Максимович — козак загону Чорного Ворона в період Перших визвольних змагань.